# Mercedes Carreras
Mercedes Carreras (Villa Carlos Paz, Provincia de Córdoba, 22 de septiembre de 1940) es una actriz de cine, teatro y televisión y autora teatral argentina. Estuvo casada con el director de cine Enrique Carreras y fue pareja del actor brasileño Sergio Malbràn. Por su interpretación en el filme Las locas fue galardonada con el premio a la Mejor Actriz en el Festival Internacional de Cine de Moscú de 1977. También trabajó en radio en el programa de teatro leído Las dos carátulas.
Luego del fallecimiento de su esposo continuó la actividad de empresaria teatral en el teatro que a comienzos de la década de 1970 había inaugurado el mismo en Mar del Plata y que lleva su nombre.

## Filmografía
Actriz
- Ni tan lejos, ni tan cerca   (2005) … Rosario Guanichea
- Delito de corrupción   (1991) … Dra. Gabriela Peña
- Las barras bravas   (1985) … María Castro
- Sálvese quien pueda   (1984) … Cameo
- Frutilla   (1980) … Mariceli / Marta Moreno
- Los drogadictos   (1979) … Sargento Julia Donati
- La mamá de la novia   (1978)
- Las locas   (1977) … Gabriela Ferri
- Las procesadas   (1975) … Beatriz / Norma Ferri
- Hoy le toca a mi mujer   (1973)
- Los padrinos   (1973)
- Había una vez un circo   (1972) … Aurelia
- Aquellos años locos   (1971)
- ¡Viva la vida!    (1969)
- Matrimonio a la argentina   (1968)
- ¡Esto es alegría!   (1967) … Jimena Rosales
- Un viaje al más allá   (1964)
- Ritmo nuevo, vieja ola   (1964) … Delia
- El sexto sentido (1963)
- El noveno mandamiento o La mujer de tu prójimo  (1962)
- Hombres y mujeres de blanco   (1962) … Cecilia Quiroga
- Obras maestras del terror   (1960) … Isabel, la mucama
- Angustias de un secreto   (1959) … Carmen Andrade
- Mientras haya un circo   (1958)
- El ángel de España   (1958)
- De Londres llegó un tutor   (1958)
- El primer beso   (1958)
- Nubes de humo   (1958)

## Teatro
- Hoy le toca a mi mujer (Actriz)
- Mi querido profesor (Actriz)
- La casa por la Ventana  con Jorge Porcel y dirección de Enrique Carreras (Actriz)
- Té para dos (Actriz)
- El hombre piola (Actriz)
- Frutilla (Intérprete)
- Para alquilar balcones con Tita Merello y gran elenco (Actriz)
- Buenas noches aunque llueva (Actriz)
- La Boda del Año (Autora, Directora)
- Las d'enfrente (las de enfrente) (Actriz)
- La noche de la Basura (Actriz) junto a Raúl Lavié.
- Vidas Paralelas (Autora, Directora)
- Secretos de hotel con Dario Vittori (Actriz - directora)
- La jaula de las locas (Actriz)
- Boda Gitana (Actriz)
- No saludarán en el atrio (Actriz)
- Dios no existe, acabo de conocerlo (Actriz)
- Mujeres de ceniza (Actriz)
- Té de los Angelitos (Intérprete)
- ¡Viva la vida!, el musical (Actriz)

## Televisión
- "La Familia Carreras (1970)
- El teatro de Mercedes Carreras (1981) (unitario)
- Lobo (telenovela) (2012)
- Historias de la primera vez (miniserie)
- La primera vez de muchas (2011)
- Sálvame María (2005) (serie) … Dorita
- Cada día una mujer (1996) (programa de tv) … Jueves
- Los Libonatti (serie) … Mercedes